# 어나이얼레이터
어나이얼레이터(Annihilator)은 캐나다의 헤비 메탈 밴드이다.